# Movimiento Jaime Bateman Cayón
El Movimiento Jaime Bateman Cayón (MJBC) fue una guerrilla urbana nacida en 1993, en los departamentos de Cauca, Valle del Cauca, Quindío y Risaralda escindida del Movimiento 19 de Abril (M-19) que para ese entonces ya se encontraba desmovilizado.

## Antecedentes y origen
El Movimiento 19 de Abril (conocido como M-19 o simplemente «El Eme»),
fue una organización guerrillera urbana colombiana, surgida después de las irregularidades en las elecciones presidenciales del 19 de abril de 1970 que dieron como ganador al oficialista del Frente Nacional Misael Pastrana Borrero sobre el candidato opositor Gustavo Rojas Pinilla y que derivaron de un fraude electoral orquestado por el alto gobierno y los partidos tradicionales. El grupo participó en el Conflicto armado interno de Colombia desde enero de 1974 hasta su desmovilización en marzo de 1990. El grupo se especializó como guerrilla urbana, y en los llamados 'golpes de opinión'.
Las ideologías del movimiento siempre fuero el nacionalismo y el socialismo democrático, convirtiéndose en un movimiento político, como izquierda democrática, conocido como la Alianza Democrática M-19 (AD M-19), fue una de las fuerzas políticas más importantes en la Asamblea Nacional Constituyente de 1991, terminando de disolverse en julio de 2003.
Su nombre deriva del nombre del primer comandante del M-19, Jaime Bateman Cayón. 
Nacida un par de años después de la desmovilización del M-19, veía en los acuerdos de paz como una traición a las raíces de la organización, y ocurrida después de la Disolución de la Unión Soviética y la Caída del Muro de Berlín, así como durante el surgimiento del Neozapatismo, por lo que esta organización no ha sido correctamente estudiada, e incluso ha sido relegada al momento de estudiar los alcances e implicaciones a los actores armados del conflicto interno colombiano.
A pesar de las diferencias y motivaciones para continuar la lucha, en los textos del grupo nunca manifestaron críticas al M-19 ó hicieron mención a alguna desviación de la línea política, revisionismo o dogmatismo, algo bastante común en la escisión de grupos que se consideran puros, frente a diferencias de carácter político.

## Actividades

### Secuestro de Alfonso Lizarazo
La primera gran acción perpetrada por el MJBC fue el secuestro del presentador de televisión Alfonso Lizarazo, el Contralor de Florida (Valle del Cauca),el secretario del Club de Leones de esa población y otras dos personas fueron secuestradas el 12 de noviembre de 1994, acción que la prensa en un inicio adjudicó a las FARC-EP. Al día siguiente el MJBC se adjudicó el secuestro, ya que veían la figura de Alfonso Lizarazo "la adecuada para que sea destinatario ante el pueblo de un ensayo nuevo hacia la paz." No fue hasta el 17 de noviembre que el MJBC liberó a los secuestrados en la localidad de Los Alpes (Valle del Cauca), esto en presencia de José Noé Ríos, comisionado del Gobierno colombiano, con la condición de que pararan las operaciones militares sobre la zona de la cordillera Central, además de mencionar que la organización no contaba con más rehenes, además de estar abiertas a un diálogo con el estado colombiano. El secuestro de figuras mediáticas fue una táctica usada por el grupo.

## Lucha armada
El 10 de mayo de 1996, el MJBC secuestró a la reportera Ana Lucía Betancourt, ocurrido en Cali, siendo liberada días después. El 14 de octubre de 1997, el MJBC secuestro al agricultor Albeiro Arias Cubillos, el cual fue liberado hasta el 10 de noviembre, a raíz de una operación realizada por las autoridades, además de que nueve guerrilleros fueron detenidos, entre Chocó y Valle del Cauca. Semanas después, el MJBC secuestra en Bogotá al secretario de prensa de la presidencia William Parra, y al periodista Luis Eduardo Maldonado, aunque en un principio se habló de que el secuestro fue realizado por extraditables. Hasta el 13 de diciembre que el MJBC liberó a los periodistas,  con los que enviaría una iniciativa de Paz para el presidente Ernesto Samper. Este secuestro cobró relevancia durante una ola de secuestros de periodistas ocurridas en el país.
No fue hasta el 23 de julio de 1999, que miembros del MJBC (en un inicio se pensó que fueron miembros del Frente 40 de las FARC-EP, allanaron la localidad de Caicedonia, Valle del Cauca, tomando y saqueando algunos puntos del municipio. Dejando un civil muerto, 13 civiles y un policía herido, una sucursal bancaria y el cuartel policial destruidos en combates con la Policía Nacional.

### Legado
A pesar de su corta duración, poca organización y poca difusión el grupo tuvo una intensa actividad durante su tiempo activo. El Movimiento Jaime Bateman Cayón (MJBC) fue liderado por el comandante Alonso Grajales Lemus, conocido también como "Comandante Alonso” o “El Pollo”. Grajales Lemus se unió al Movimiento 19 de abril (M-19) junto a su hermano a durante los acercamientos de paz de la guerrilla con el gobierno de Belisario Betancur (1982-1986) y fue participé en la creación de las Milicias Populares en Cali, a mediados de los 80´s (sirviendo como un aliado del M-19 en la región. Alonso se dice que fue uno de los militantes que se mostró visiblemente inconforme con las condiciones de la desmovilización del M-19 y rechazó dicho proceso. Y aunque comandó el MJBC hasta su muerte en 1996, compartió responsabilidades con otros dos hombres conformando el "Comando Superior". A pesar de que el grupo creía en la lucha armada como eje para la resolución de la desigualdad en el territorio colombiano, no desestimaban un acercamiento con el gobierno hacía una salida pacífica. acercándose tanto a organizaciones civiles, así como gubernamentales. Incluso el grupo llegó a tener un acercamiento al Foro de São Paulo.
Cabe destacar que el MJBC tuvo una acogida en universidades, participando en manifestaciones y enfrentamientos con el Escuadrón Móvil Anti Disturbios (ESMAD). El MJBC terminó influenciando a movimientos posteriores durante los años 2000.